# Kunzea graniticola
Kunzea graniticola är en myrtenväxtart som beskrevs av Norman Brice Byrnes. Kunzea graniticola ingår i släktet Kunzea och familjen myrtenväxter. Inga underarter finns listade i Catalogue of Life.